# Downtown Long Beach
Downtown Long Beach – naziemna, końcowa stacja linii niebieskiej linii metra w Los Angeles. Stacja ta jest zarazem głównym węzłem komunikacyjnym w mieście Long Beach. Znajdująca się ona na zamkniętej dla samochodów prywatnych odcinku 1st Street pomiędzy Long Beach Boulevard a Pacific Avenue. Downtown Long Beach jest stacją położoną na pętli ulicznej na południowym krańcu linii, obsługuje tylko tramwaje jadące w kierunku północnym. Na stacji tej w godzinach szczytu mogą odbywać postój jednocześnie dwa tramwaje.

## Godziny kursowania
Tramwaje kursują w przybliżeniu od 5:00 do 0:45

## Połączenia autobusowe
- Metro Local: 60 (kursuje tylko późną nocą i wczesnym rankiem), 232

## Atrakcje turystyczne
- Oceanarium Pacyfiku (Aquarium of the Pacific)
- The Pike Entertainment Complex
- Rainbow Harbor and Shoreline Village
- Pine Avenue Entertainment District
- Long Beach Performing Arts Center